# Kasper Miaskowski
Kasper Miaskowski (* um 1549 in Smogorzewo, Polen-Litauen; † 22. April 1622 ebenda) war ein polnischer Dichter des Frühbarocks. Miaskowski Familie gehörte zur Wappengemeinschaft Leliwa.

## Leben
Miaskowski wurde in einer adeligen Familie bei Gostyń geboren. Er ging in Lubin und Posen zur Schule. Er gehörte zu einem der ersten polnischen Barockdichter. Seine fruchtbarste Zeit als Poet fiel in die Jahre 1603–1607, die er auf einem gepachteten Landgut in Włoszczonowo bei Kutno verbrachte. 1608 erschien seine erste Publikation. Seine Hauptwerke wurden in zwei Bänden Zbiór rytmów 1612 und 1622 veröffentlicht. Er schrieb religiöse wie auch politische und weltliche Literatur. In seiner politischen Literatur unterstützte er den Sejm-Abgeordneten Jan Szczęsny Herburt. Er war ein Freund des Dichters Andrzej Lechowicz. 1607 kehrte er auf sein Erbteil in Smogorzewo zurück, wo er 1622 verstarb. Seinen Zeitgenossen galt er als bedeutendster polnischer Dichter des frühen 17. Jahrhunderts.